# Rimanóczy Kálmán (építész, 1870–1912)

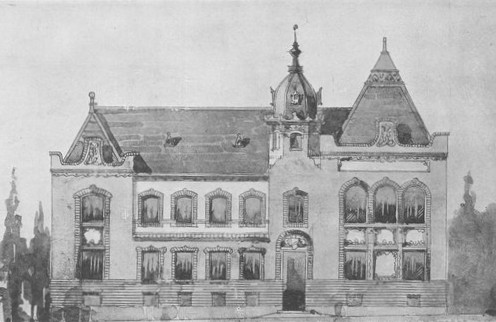
Tervpályázat (1904): Berettyó Vízszabályozó és Ármentesítő Társulat székháza

Ifjabb rimanóci Rimanóczy Kálmán (Nagyvárad, 1870. május 1. – Bécs, 1912. június 11.) magyar építész, id. Rimanóczy Kálmán fia.

## Életpályája, munkássága

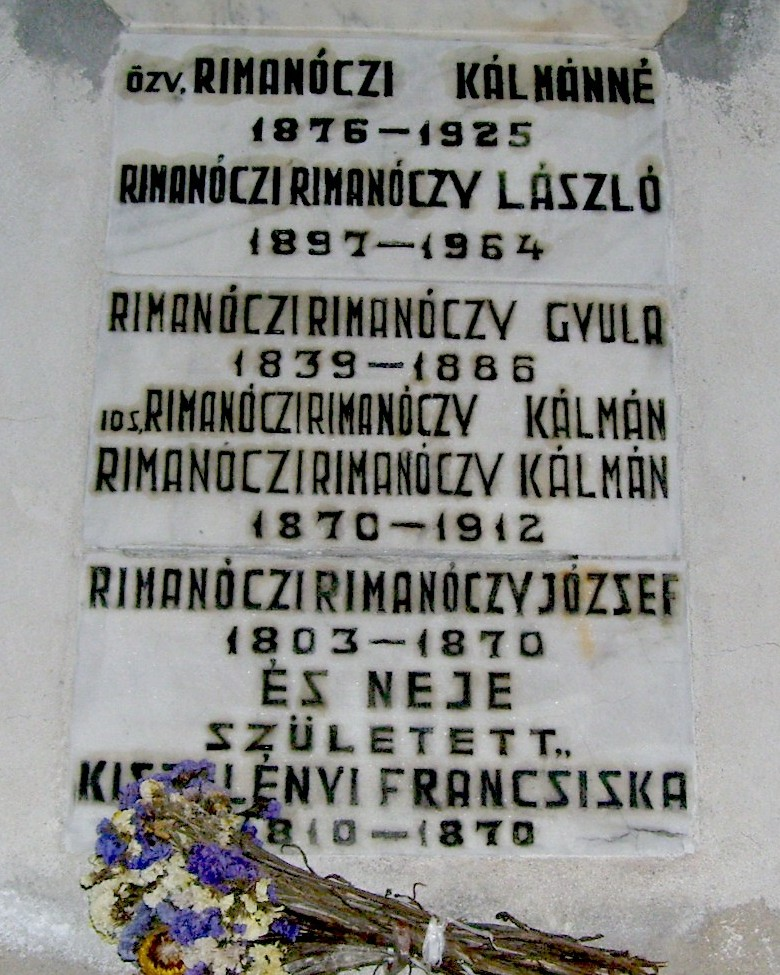
A Rimanóczy család márvány emléktáblája a nagyváradi Barátok temploma kriptájában

Id. Rimanóczy Kálmántól Kapolnay Irénnek két fia és egy lánya született. Ifj. Rimanóczy Kálmán elemi és középiskoláit szülővárosában végezte, majd Budapesten szerzett építőmesteri oklevelet, 1894-ben. A diploma megszerzése után előbb Budapesten dolgozott, Ziegler egyetemi tanár irodájában, majd Nagyváradon édesapja munkatársa lett.
Első jelentős nagyváradi munkája a Pénzügyi Igazgatóság épületének tervezése és kivitelezése volt, 1900-ban. Folytatta az édesapja által elkezdett „városalapító” munkát. Jelentős váradi alkotásai mellett, a mai Magyarország területén is több maradandó alkotást tervezett. „Ifj. Rimanóczy Kálmán hirneve túllépett Nagyvárad határain. Ő építette fel Debrecenben a Takarékpénztár palotáját és többfelé vidéki kastélyokat. Ám legkedvesebbje a Miramare szálló volt. (Cirkvenica) Nagy Márton egykori leírása szerint e csodapalota óriási függőerkéllyel, étteremmel, kávéházzal és csodaszép tengeri kilátással, valóban káprázatos lehetett."
Rövid élete alatt rendkívül sokat dolgozott, sok családi ház mellett számtalan nagyváradi középületet, öt vidéki kastélyt (feketebátori Lovassy-kastély, gyantéi Tisza István-kastély, pusztaszilasi Bölönyi-kastély, nagyszénási Károlyi-kastély, dobaji Schwartz-kastély), valamint szállodát, kórházat, templomokat tervezett és kivitelezett. „Kevert stíluselemekkel, de a korszellem meghatározta, igen kifinomult izléssel dolgozott.”
Rimanóczy Kálmán fiatalon, 42 éves korában halt meg egy Bécs melletti szanatóriumban. A váradolaszi temetőben temették el, amit azonban a román hatóságok az 1980-as években felszámoltak. „1982–84 között Tempfli József apátplébános (majd római katolikus megyés püspök) a Barátok temploma kriptájában helyezte el a Rimanóczy család földi maradványait, akárcsak több más jeles személyiségét."
2020-ban avatták fel egész alakos szobrát Nagyváradon.

## Művei

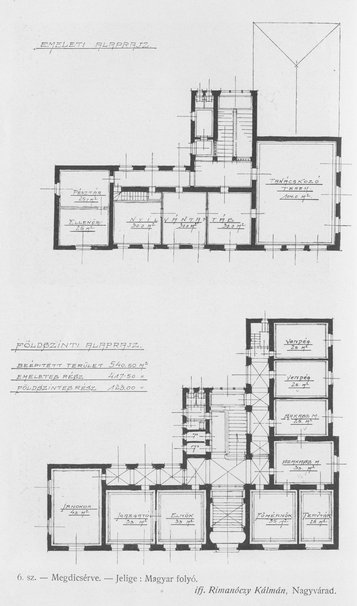
Tervpályázat, alaprajzok, 1904

- Nagyvárad, a Katolikus Kör épülete (Szilágyi Dezső u. 5.) 1895
- Nagyvárad, Pénzügyi Igazgatósági Palota (Fő utca 35.) 1899–1900 (kommunista években Poliklinika)
- Nagyvárad, Ideg- és elmegyógyintézet, 1902–1904
- Nagyvárad, Városháza, 1901–1903 (tervezés és kivitelezés)
- Nagyvárad, Elmegyógyintézet (Kórház utca) 1902–1903 (köznyelvben a 6-os kórház)
- Nagyvárad, Komlós-ház, 1903
- Nagyvárad Berettyó Vízszabályozási és Ármentesítő Társulat székháza. Pályázat, két alternatíva (Magyar pályázatok, 1904/6)
- Nagyvárad, Rimanóczy-ház, 1903 (később ortodox püspökség)
- Nagyvárad, Barátok temploma (átalakítások) 1903–1905
- Nagyvárad, Görögkatolikus püspöki palota, 1905
- Nagyvárad, Várnai-villa, 1905
- Nagyvárad, Moskovits Miksa-palota (Fő utca 15.) 1904–1905
- Nagyvárad, Id. Rimanóczy Kálmán palotája (a Fő utca Széchenyi téri bejárójának sarkánál) 1905
- Nagyvárad, Központi Takarékpénztár, Pályázat I. díj 1906 és kivitel 1907 (Magyar Pályázatok 1906/2)
- Nagyvárad, Tüdőszűrő Intézet (Bunyitay liget) 1906
- Nagyvárad, Központi Takarékpénztár (Bémer tér 4.) 1907, bővítés: 1912
- Debreceni Első Takarékpénztár palotája. 1908-1910
- Horvátország, Crikvenica. Miramare szálló 1908 körül [halott link] (19–20. oldal)
- Nagyvárad, Ügyvédi Kamara, 1908–1909
- Nagyvárad, Darvassy-palota 1910 (Strada Republici 75)
- Nagyvárad, Okányi-Schwartz-villa, 1912
- Nagyvárad, Bölöny-féle ház (Szaniszló utca 5.) 1912
- Máramarossziget, Elmegyógyintézet
- Nagyvárad, Csendőriskola kivitelezése, 1911–1913
- Nagyvárad, Apolló-palota, 1912–1914 (Halála után munkatársa, Krausze Tivadar fejezte be)

## Képgaléria

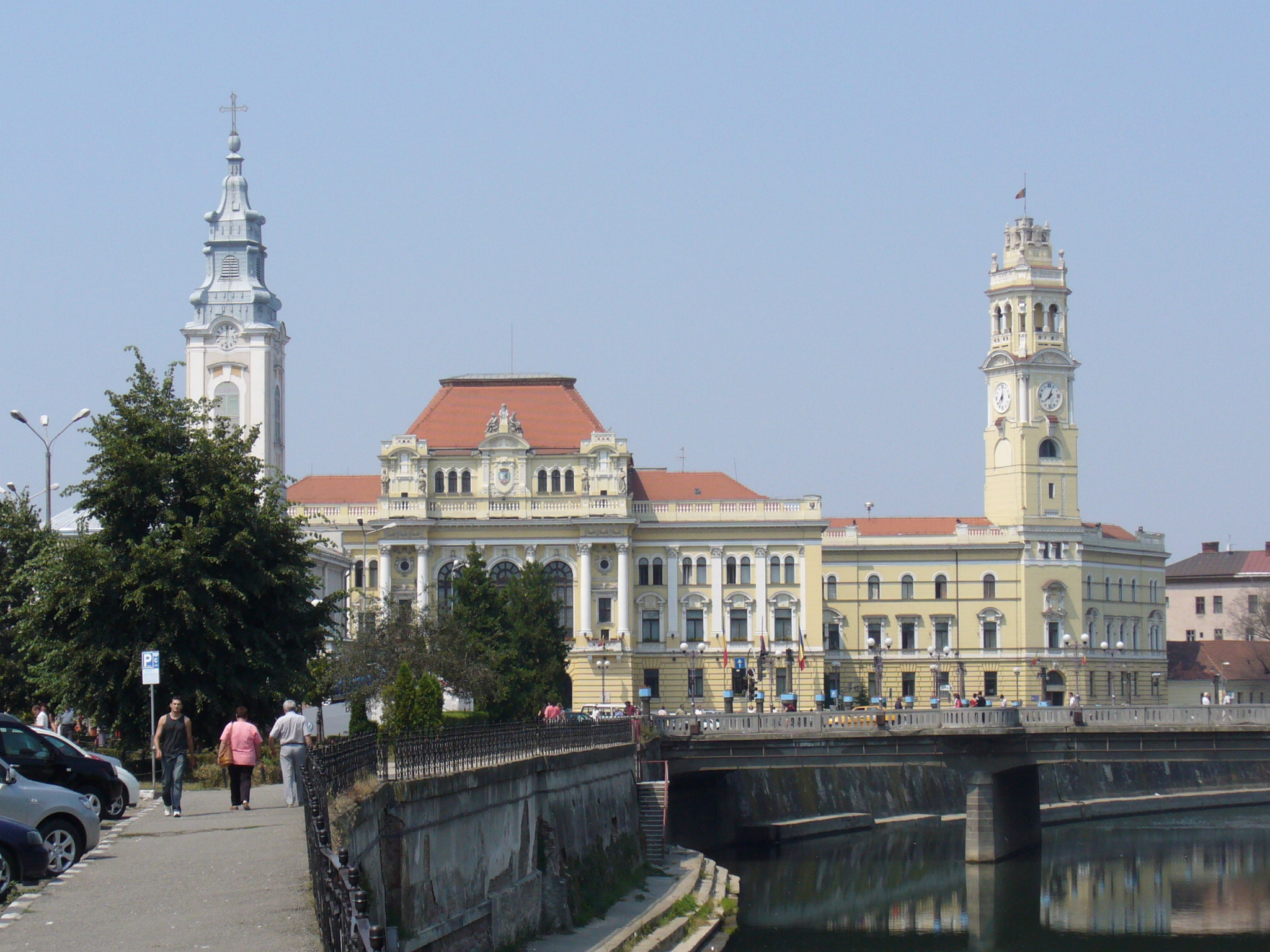
Nagyvárad Városháza, 1901–1903
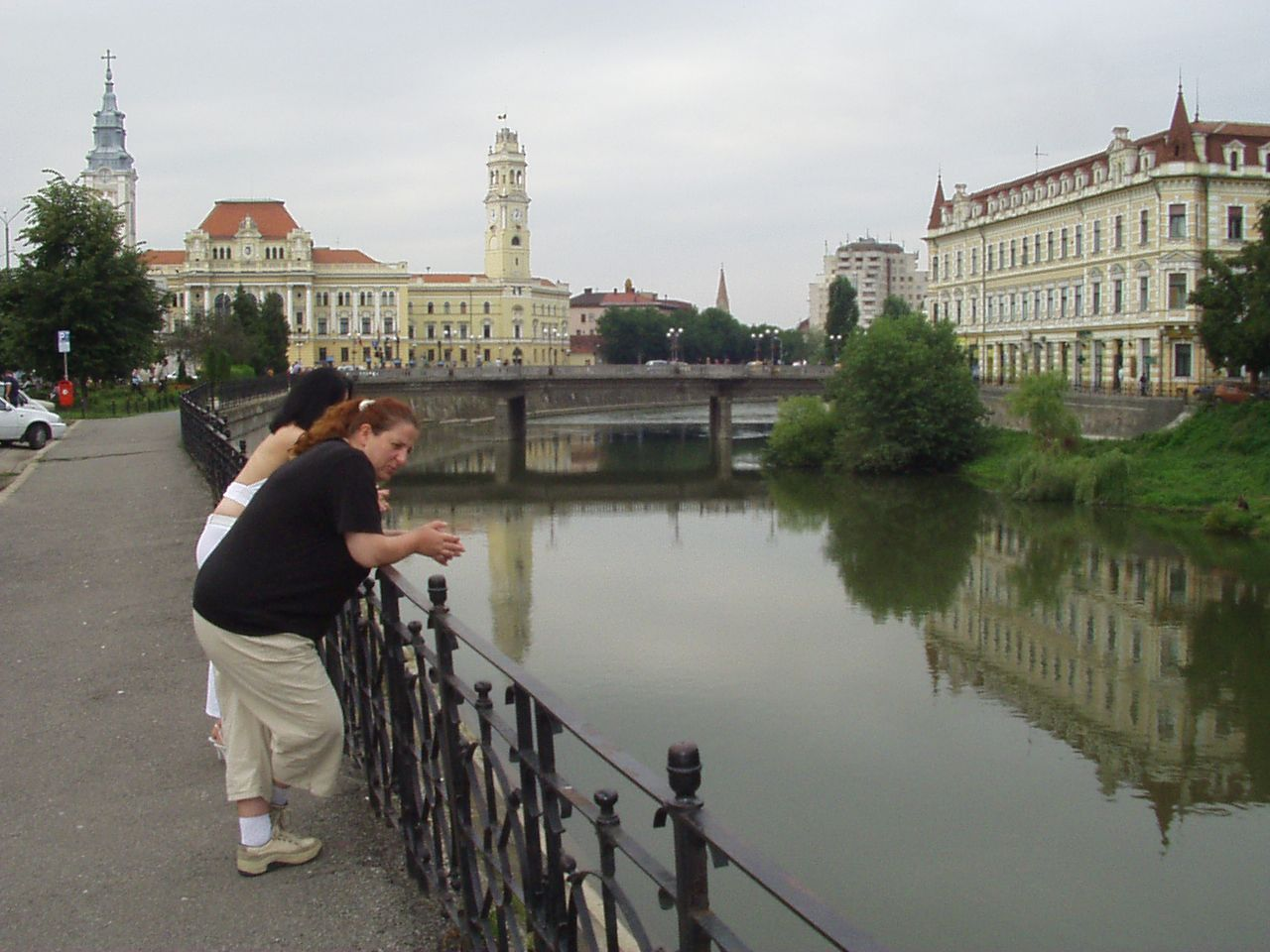
A nagyváradi Városháza a Kőrös felől
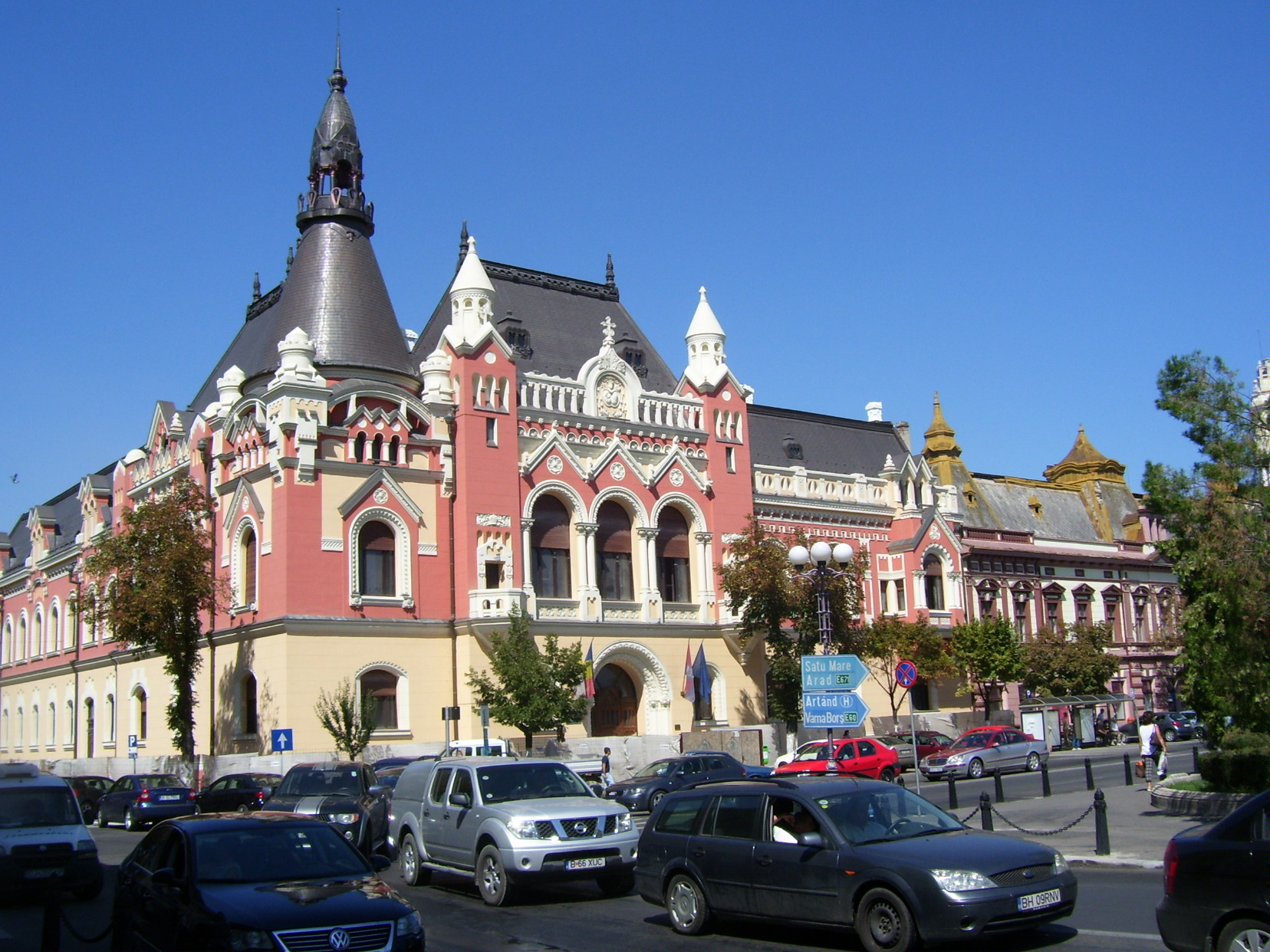
Nagyváradi Görögkatolikus Püspökség, a Szt. László (Unirii) téren, 1905
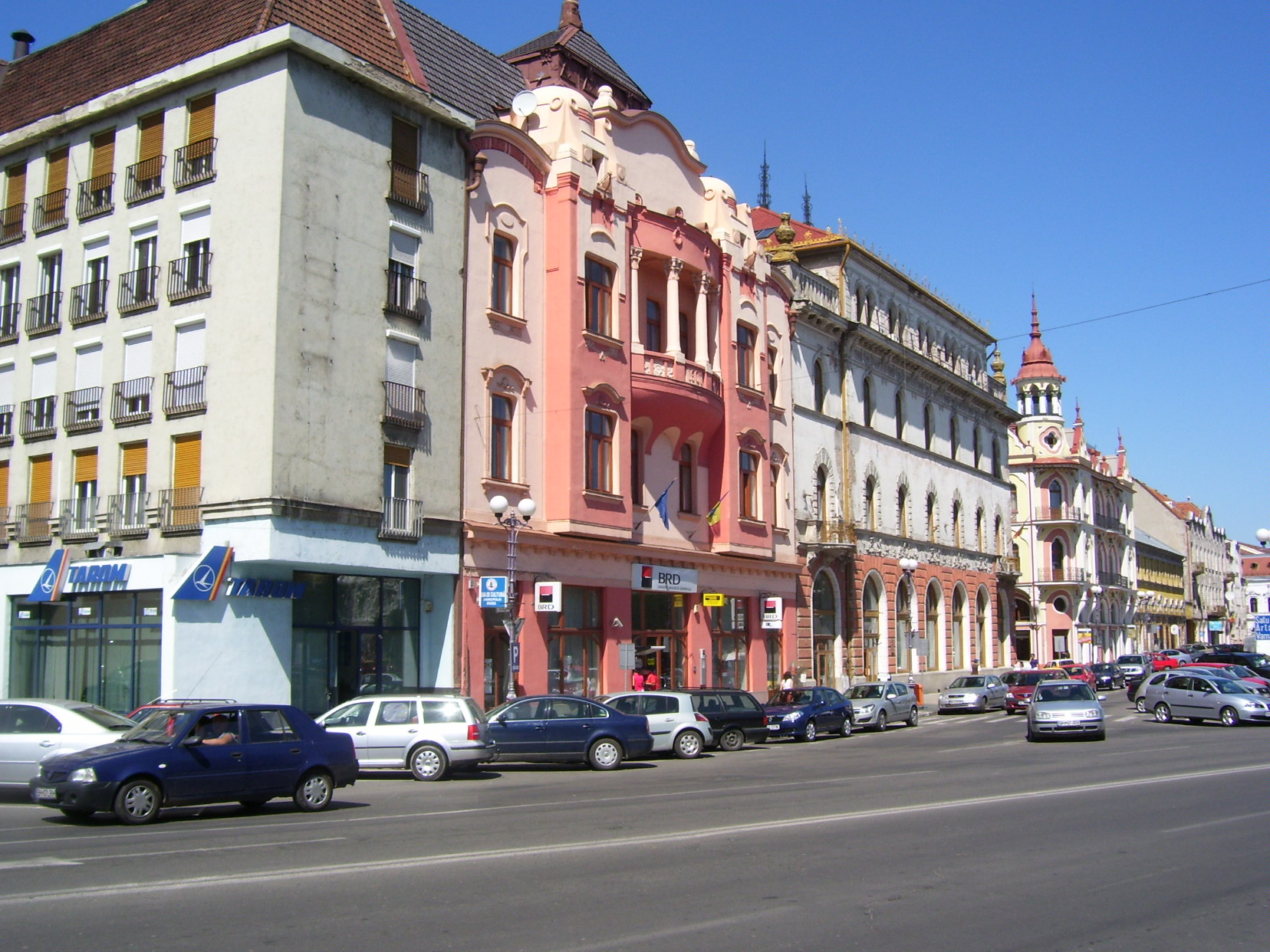
Központi Takarékpénztár 1906–1907
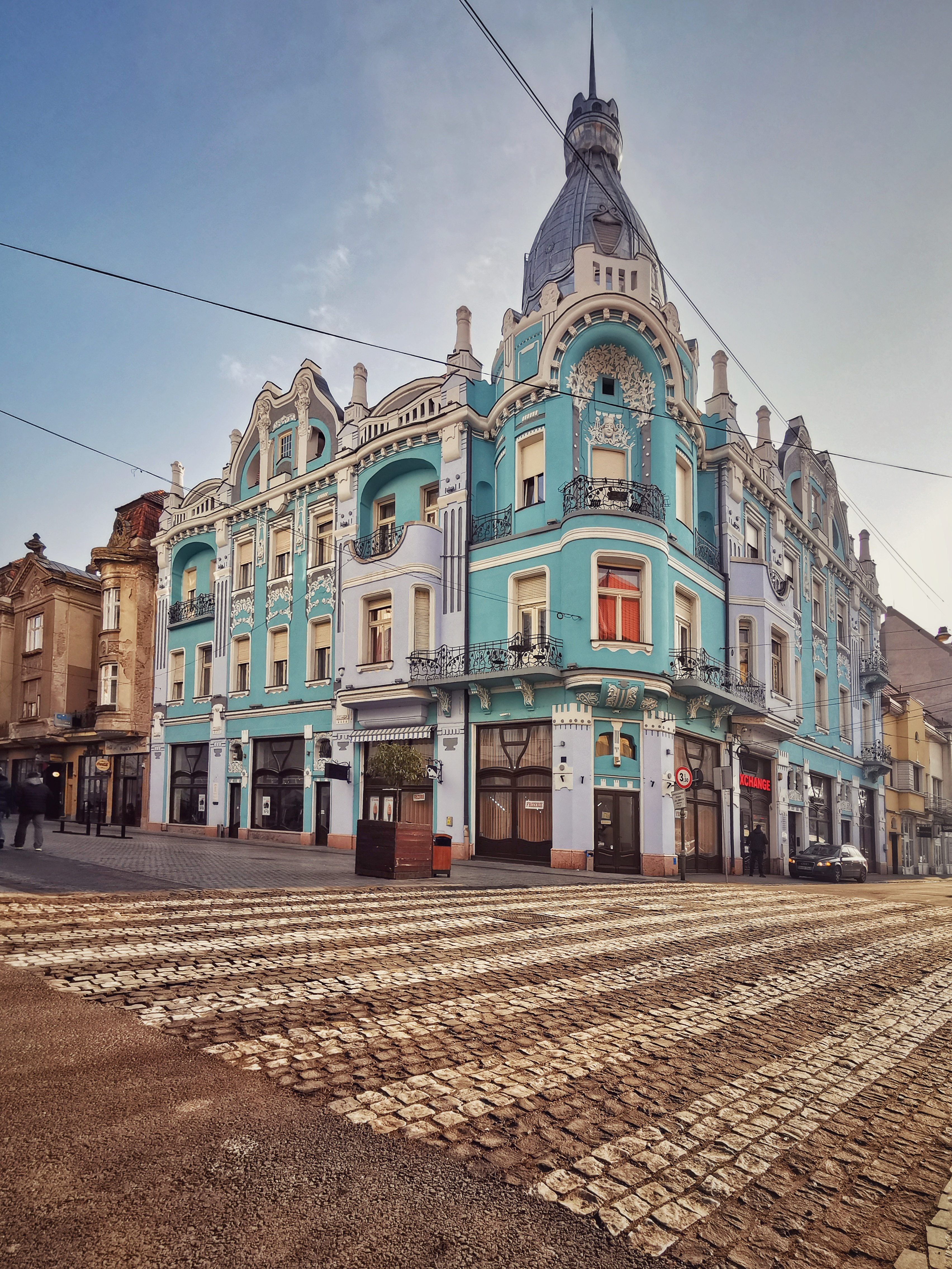
A nagyváradi Moskovits Miksa-palota, 1905
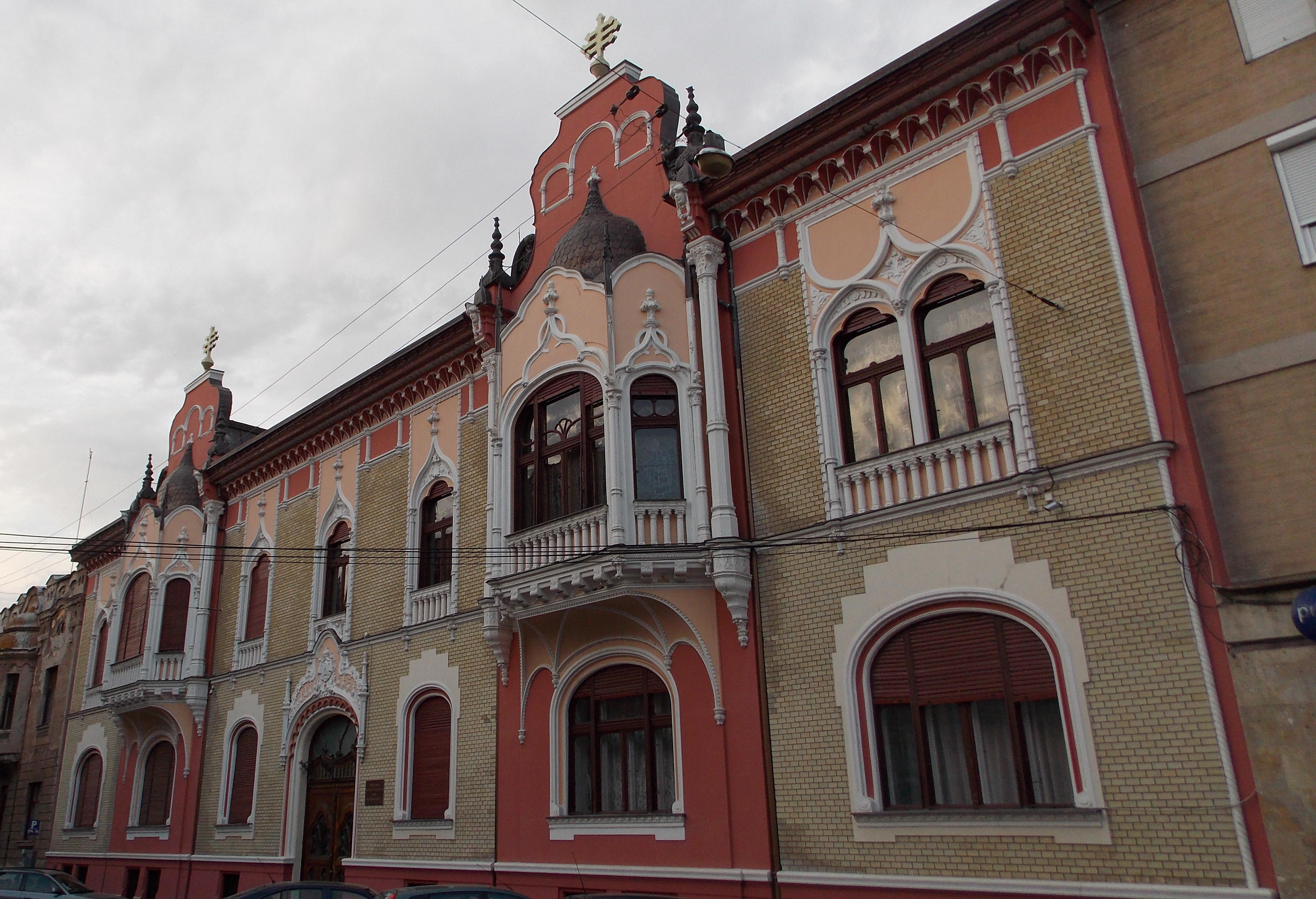
Rimanóczy-palota (ma ortodox püspökség), 1905
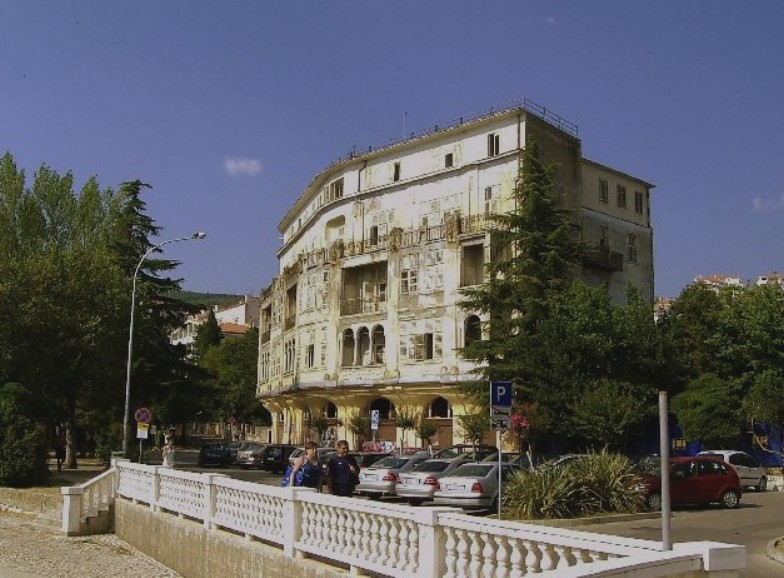
Crikvenica. Hotel Miramare 1908 körül
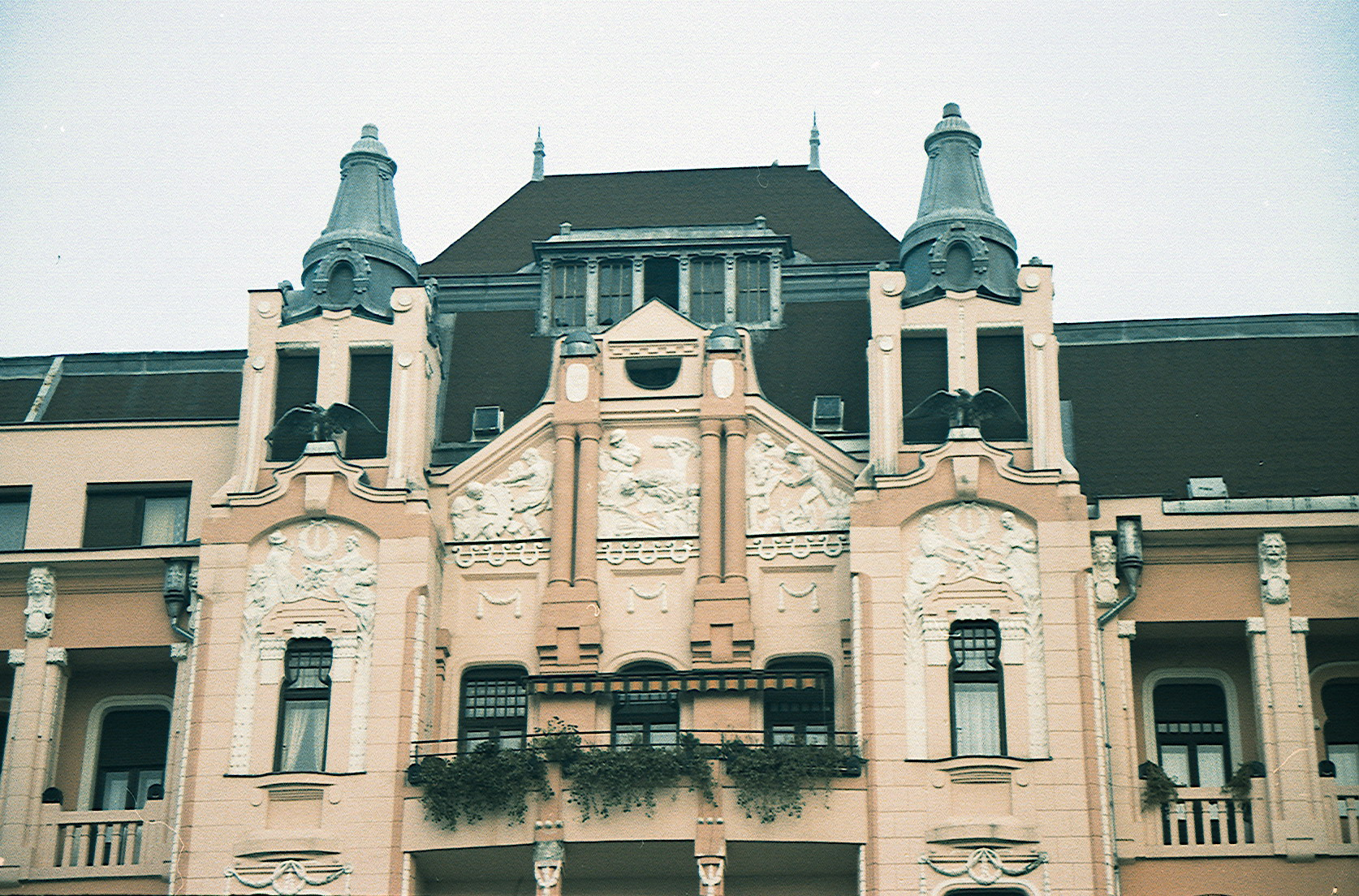
Debreceni Takarékpénztár, 1908–1910
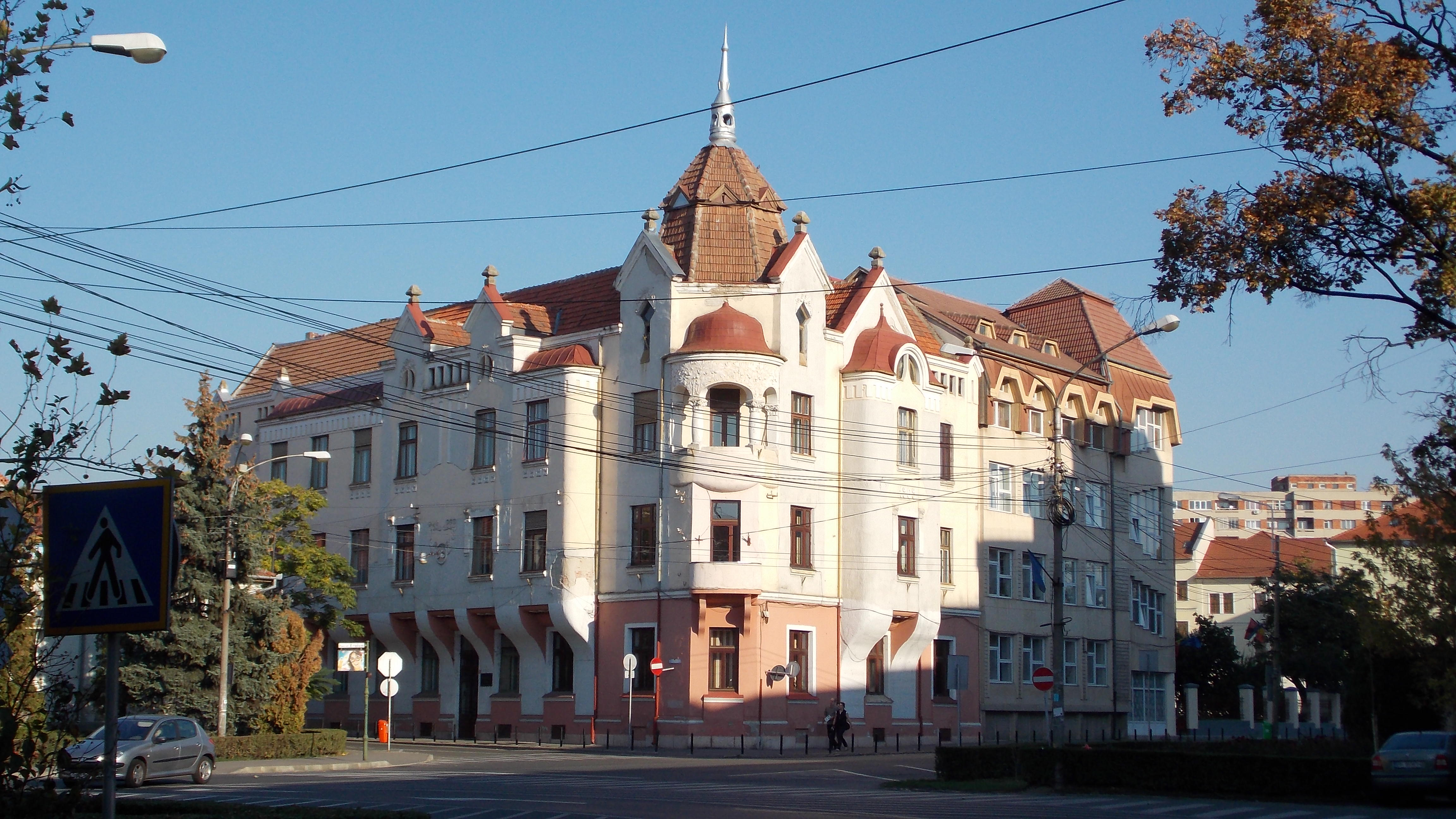
Az Ügyvédi Kamara épülete, 1909

## Emlékezete
2020. április 24-én szobrot emeltek emlékére Nagyváradon.